# Ufficio del Leader della Camera dei lord
L'Ufficio del Leader della Camera dei lord (in inglese: Office of the Leader of the House of Lords o OLHL) è un dipartimento ministeriale dell'Ufficio di gabinetto, il cui compito è fornire supporto al leader della Camera dei lord, attualmente la baronessa Smith di Basildon. I suoi compiti includono l'assistenza al leader nel fornire informazioni, oltre che a rispondere alle domande dei membri della Camera dei lord e del governo del Regno Unito.
Il vicecapo fornisce supporto all'ufficio, tra cui rispondere ai ministri del governo e lavorare sulla legislazione discussa dalla camera. Il vicecapo non è un ministro del governo.